# Gran Premio di superbike di Phillip Island 2017
Il Gran Premio di Superbike di Phillip Island 2017 è stata la prima prova su tredici del campionato mondiale Superbike 2017, è stato disputato il 25 e 26 febbraio sul circuito di Phillip Island e in gara 1 ha visto la vittoria di Jonathan Rea davanti a Chaz Davies e Tom Sykes, lo stesso pilota si è ripetuto anche in gara 2, davanti a Chaz Davies e Marco Melandri.
La vittoria nella gara valevole per il campionato mondiale Supersport 2017 è stata ottenuta da Roberto Rolfo. La gara della supersport è stata disputata in due parti; è stata interrotta con bandiera rossa dopo i primi due giri ed è poi ripresa per ulteriori 10 giri.

## Risultati

### Gara 1

#### Arrivati al traguardo

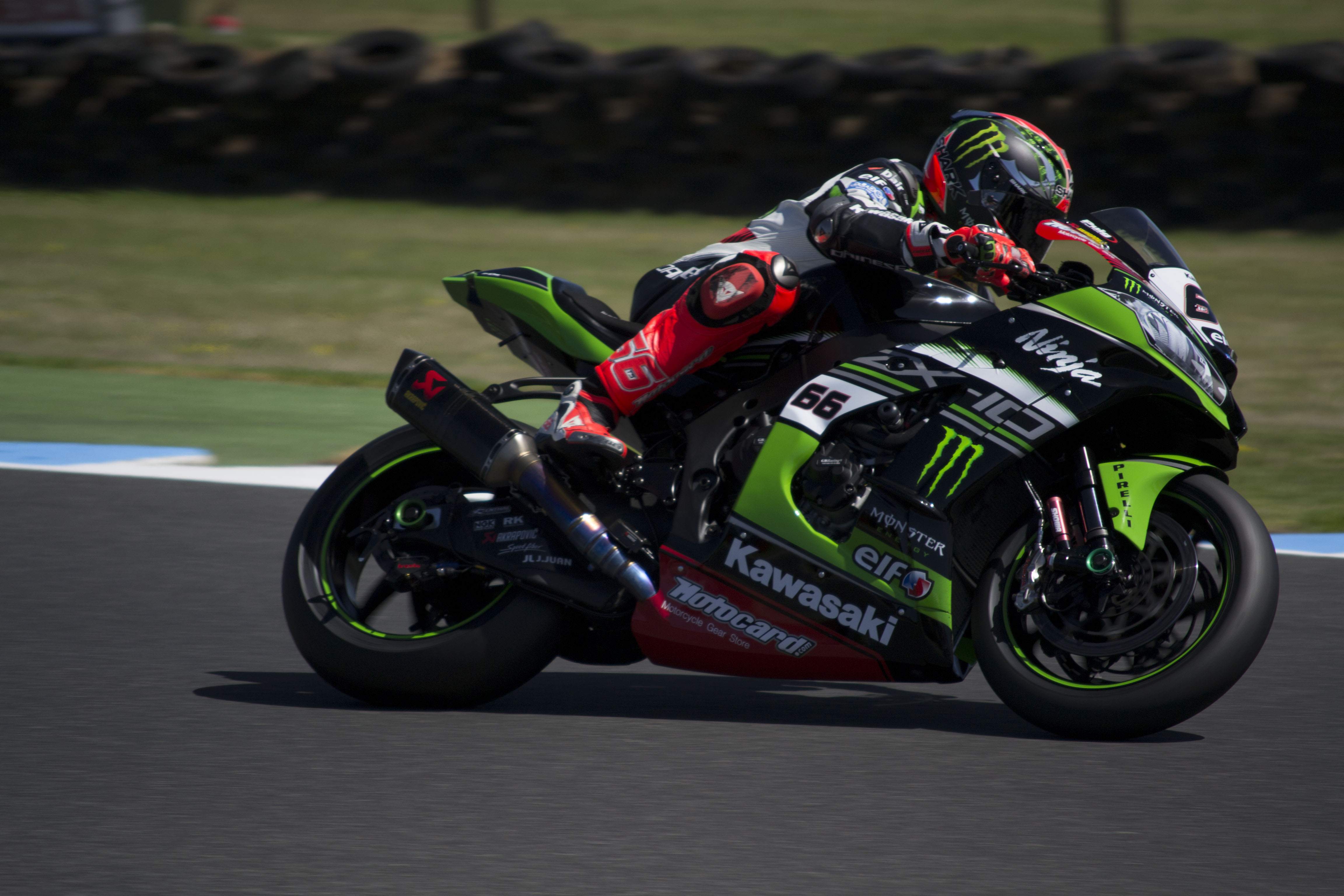
Tom Sykes, terzo in gara 1

| Pos. | Nº | Pilota               | Squadra                     | Motocicletta      | Giri | Tempo     | Griglia | Punti |
| ---- | -- | -------------------- | --------------------------- | ----------------- | ---- | --------- | ------- | ----- |
| 1º   | 1  | Jonathan Rea         | Kawasaki Racing             | Kawasaki ZX-10R   | 22   | 33'52.290 | 1º      | 25    |
| 2º   | 7  | Chaz Davies          | Aruba.it Racing - Ducati    | Ducati Panigale R | 22   | +0.042    | 4º      | 20    |
| 3º   | 66 | Tom Sykes            | Kawasaki Racing             | Kawasaki ZX-10R   | 22   | +1.050    | 2º      | 16    |
| 4º   | 22 | Alex Lowes           | Pata Yamaha                 | Yamaha YZF R1     | 22   | +1.082    | 5º      | 13    |
| 5º   | 2  | Leon Camier          | MV Agusta Reparto Corse     | MV Agusta 1000 F4 | 22   | +3.002    | 9º      | 11    |
| 6º   | 12 | Javier Forés         | BARNI Racing                | Ducati Panigale R | 22   | +3.320    | 8º      | 10    |
| 7º   | 81 | Jordi Torres         | Althea BMW Racing           | BMW S 1000 RR     | 22   | +8.725    | 7º      | 9     |
| 8º   | 50 | Eugene Laverty       | Milwaukee Aprilia           | Aprilia RSV4 RF   | 22   | +12.135   | 13º     | 8     |
| 9º   | 60 | Michael van der Mark | Pata Yamaha                 | Yamaha YZF R1     | 22   | +12.180   | 10º     | 7     |
| 10º  | 88 | Randy Krummenacher   | Kawasaki Puccetti Racing    | Kawasaki ZX-10R   | 22   | +12.439   | 14º     | 6     |
| 11º  | 69 | Nicky Hayden         | Red Bull Honda              | Honda CBR1000RR   | 22   | +19.344   | 11º     | 5     |
| 12º  | 21 | Markus Reiterberger  | Althea BMW Racing           | BMW S 1000 RR     | 22   | +21.336   | 12º     | 4     |
| 13º  | 40 | Román Ramos          | Kawasaki Go Eleven          | Kawasaki ZX-10R   | 22   | +24.866   | 17º     | 3     |
| 14º  | 15 | Alex De Angelis      | Pedercini Racing SC-Project | Kawasaki ZX-10R   | 22   | +24.902   | 20º     | 2     |
| 15º  | 6  | Stefan Bradl         | Red Bull Honda              | Honda CBR1000RR   | 22   | +28.936   | 15º     | 1     |
| 16º  | 84 | Riccardo Russo       | Guandalini Racing           | Yamaha YZF R1     | 22   | +39.404   | 18º     |       |
| 17º  | 86 | Ayrton Badovini      | Grillini Racing             | Kawasaki ZX-10R   | 22   | +42.941   | 21º     |       |
| 18º  | 37 | Ondřej Ježek         | Grillini Racing             | Kawasaki ZX-10R   | 22   | +48.043   | 19º     |       |

#### Ritirati
| Nº | Pilota           | Squadra                        | Motocicletta      | Giri | Griglia |
| -- | ---------------- | ------------------------------ | ----------------- | ---- | ------- |
| 33 | Marco Melandri   | Aruba.it Racing - Ducati       | Ducati Panigale R | 15   | 3º      |
| 25 | Joshua Brookes   | ERMotorsport-EliteRoads.com.au | Yamaha YZF R1     | 6    | 16º     |
| 32 | Lorenzo Savadori | Milwaukee Aprilia              | Aprilia RSV4 RF   | 5    | 6º      |

### Gara 2

#### Arrivati al traguardo
| Pos. | Nº | Pilota               | Squadra                        | Motocicletta      | Giri | Tempo     | Griglia | Punti |
| ---- | -- | -------------------- | ------------------------------ | ----------------- | ---- | --------- | ------- | ----- |
| 1º   | 1  | Jonathan Rea         | Kawasaki Racing                | Kawasaki ZX-10R   | 22   | 33'52.785 | 1º      | 25    |
| 2º   | 7  | Chaz Davies          | Aruba.it Racing - Ducati       | Ducati Panigale R | 22   | +0.025    | 4º      | 20    |
| 3º   | 33 | Marco Melandri       | Aruba.it Racing - Ducati       | Ducati Panigale R | 22   | +0.249    | 3º      | 16    |
| 4º   | 22 | Alex Lowes           | Pata Yamaha                    | Yamaha YZF R1     | 22   | +0.956    | 5º      | 13    |
| 5º   | 12 | Javier Forés         | BARNI Racing                   | Ducati Panigale R | 22   | +2.320    | 8º      | 11    |
| 6º   | 66 | Tom Sykes            | Kawasaki Racing                | Kawasaki ZX-10R   | 22   | +4.781    | 2º      | 10    |
| 7º   | 60 | Michael van der Mark | Pata Yamaha                    | Yamaha YZF R1     | 22   | +7.307    | 10º     | 9     |
| 8º   | 2  | Leon Camier          | MV Agusta Reparto Corse        | MV Agusta 1000 F4 | 22   | +9.756    | 9º      | 8     |
| 9º   | 32 | Lorenzo Savadori     | Milwaukee Aprilia              | Aprilia RSV4 RF   | 22   | +11.135   | 6º      | 7     |
| 10º  | 50 | Eugene Laverty       | Milwaukee Aprilia              | Aprilia RSV4 RF   | 22   | +20.123   | 13º     | 6     |
| 11º  | 15 | Alex De Angelis      | Pedercini Racing SC-Project    | Kawasaki ZX-10R   | 22   | +25.799   | 20º     | 5     |
| 12º  | 25 | Joshua Brookes       | ERMotorsport-EliteRoads.com.au | Yamaha YZF R1     | 22   | +25.879   | 16º     | 4     |
| 13º  | 21 | Markus Reiterberger  | Althea BMW Racing              | BMW S 1000 RR     | 22   | +25.917   | 12º     | 3     |
| 14º  | 40 | Román Ramos          | Kawasaki Go Eleven             | Kawasaki ZX-10R   | 22   | +26.292   | 17º     | 2     |
| 15º  | 6  | Stefan Bradl         | Red Bull Honda                 | Honda CBR1000RR   | 22   | +28.440   | 15º     | 1     |
| 16º  | 88 | Randy Krummenacher   | Kawasaki Puccetti Racing       | Kawasaki ZX-10R   | 22   | +33.679   | 14º     |       |
| 17º  | 37 | Ondřej Ježek         | Grillini Racing                | Kawasaki ZX-10R   | 22   | +1'13.561 | 19º     |       |

#### Ritirati
| Nº | Pilota          | Squadra           | Motocicletta    | Giri | Griglia |
| -- | --------------- | ----------------- | --------------- | ---- | ------- |
| 69 | Nicky Hayden    | Red Bull Honda    | Honda CBR1000RR | 8    | 11º     |
| 86 | Ayrton Badovini | Grillini Racing   | Kawasaki ZX-10R | 7    | 21º     |
| 84 | Riccardo Russo  | Guandalini Racing | Yamaha YZF R1   | 2    | 18º     |
| 81 | Jordi Torres    | Althea BMW Racing | BMW S 1000 RR   | 0    | 7º      |

### Supersport

#### Arrivati al traguardo
| Pos. | Nº  | Pilota              | Squadra                         | Motocicletta     | Giri | Tempo     | Griglia | Punti |
| ---- | --- | ------------------- | ------------------------------- | ---------------- | ---- | --------- | ------- | ----- |
| 1º   | 44  | Roberto Rolfo       | Factory Vamag                   | MV Agusta F3 675 | 10   | 15'56.217 | 8º      | 25    |
| 2º   | 144 | Lucas Mahias        | GRT Yamaha                      | Yamaha YZF R6    | 10   | +1.001    | 5º      | 20    |
| 3º   | 13  | Anthony West        | West Racing                     | Yamaha YZF R6    | 10   | +1.544    | 22º     | 16    |
| 4º   | 77  | Kyle Ryde           | Kawasaki Puccetti Racing        | Kawasaki ZX-6R   | 10   | +1.679    | 4º      | 13    |
| 5º   | 66  | Niki Tuuli          | Kallio Racing                   | Yamaha YZF R6    | 10   | +1.727    | 16º     | 11    |
| 6º   | 99  | Patrick Jacobsen    | MV Agusta Reparto Corse         | MV Agusta F3 675 | 10   | +5.237    | 1º      | 10    |
| 7º   | 41  | Aiden Wagner        | GEMAR Team Lorini               | Honda CBR600RR   | 10   | +5.387    | 20º     | 9     |
| 8º   | 26  | Kazuki Watanabe     | Kawasaki Go Eleven              | Kawasaki ZX-6R   | 10   | +6.610    | 23º     | 8     |
| 9º   | 10  | Nacho Calero        | Orelac Racing VerdNatura        | Kawasaki ZX-6R   | 10   | +8.057    | 14º     | 7     |
| 10º  | 83  | Lachlan Epis        | Response RE Racing              | Kawasaki ZX-6R   | 10   | +8.309    | 21º     | 6     |
| 11º  | 32  | Sheridan Morais     | Kallio Racing                   | Yamaha YZF R6    | 10   | +10.264   | 15º     | 5     |
| 12º  | 63  | Zulfahmi Khairuddin | Orelac Racing VerdNatura        | Kawasaki ZX-6R   | 10   | +11.579   | 13º     | 4     |
| 13º  | 25  | Alex Baldolini      | Race Department ATK#25          | MV Agusta F3 675 | 10   | +14.148   | 6º      | 3     |
| 14º  | 65  | Michael Canducci    | Puccetti Racing Junior Team FMI | Kawasaki ZX-6R   | 10   | +23.247   | 12º     | 2     |

#### Ritirati
| Nº  | Pilota              | Squadra                      | Motocicletta        | Giri | Griglia |
| --- | ------------------- | ---------------------------- | ------------------- | ---- | ------- |
| 64  | Federico Caricasulo | GRT Yamaha                   | Yamaha YZF R6       | 9    | 3º      |
| 16  | Jules Cluzel        | CIA Landlord Insurance Honda | Honda CBR600RR      | 9    | 2º      |
| 35  | Stefan Hill         | Profile Racing               | Triumph Daytona 675 | 6    | 18º     |
| 7   | Davide Pizzoli      | Race Department ATK#25       | MV Agusta F3 675    | 3    | 24º     |
| 81  | Luke Stapleford     | Profile Racing               | Triumph Daytona 675 | 2    | 11º     |
| 111 | Kyle Smith          | GEMAR Team Lorini            | Honda CBR600RR      | 1    | 9º      |